# Abd ar-Rahman bin Muhammad al-Butiri
Abd ar-Rahman bin Muhammad al-Butiri (Butera, ... – ...; fl. XII secolo) fu un poeta di lingua siculo-araba vissuto nel XII secolo.
Di lui ci è giunta una poesia dedicata al re Ruggero II di Sicilia, di cui frequentava la corte.